# Josef Schrenk
Josef svobodný pán Schrenk z Notzingu (německy Joseph Christoph Freiherr Schrenk von Notzing) (28. prosince 1797 Zbenice – 14. listopadu 1873 České Budějovice) byl rakouský státní úředník. Pocházel z bavorské šlechtické rodiny, která krátce sídlila i v Čechách. Celoživotně působil v úřadech na různých stupních státní správy v Čechách, svou kariéru završil jako dlouholetý krajský prezident v Českých Budějovicích (1849–1861). Jeho mladším bratrem byl pražský arcibiskup Alois Josef Schrenk.

## Životopis

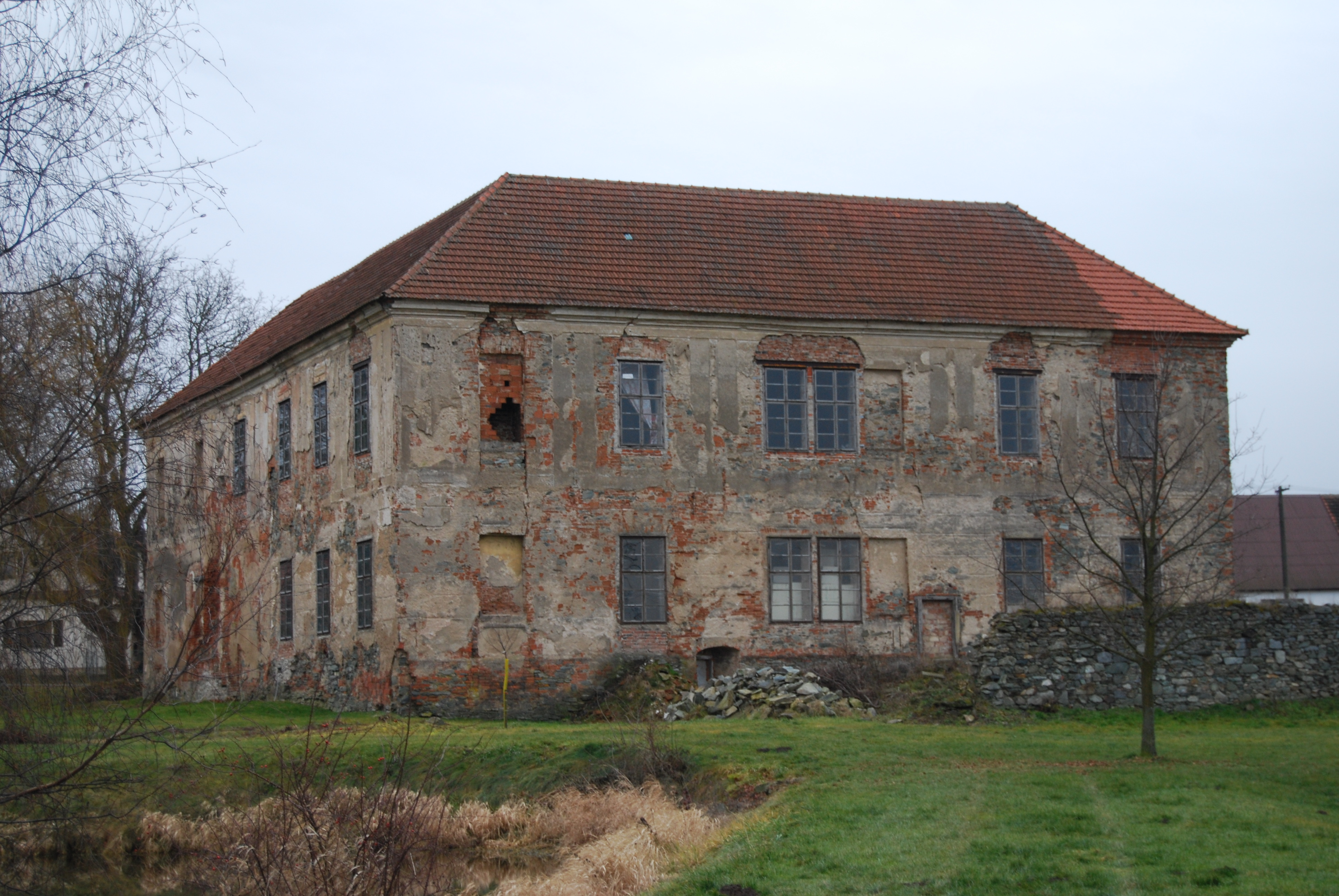
Zámek Zbenice, majetek rodu Schrenků na přelomu 18. a 19. století, rodiště Josefa Schrenka

Pocházel ze staré patricijské rodiny z Mnichova, která v 17. a 18. ve dvou liniích získala stav svobodných pánů. Narodil se ve Zbenicích u Příbrami v době, kdy zdejší zámek krátce patřil jeho rodině. Byl synem c. k. komořího a majora barona Františka Serafa Schrenka (1747–1810) a jeho druhé manželky Terezie Kajetány Astfeldové z Vydří (1765–1805), díky otcově prvnímu manželství měl také vazby na českou rodinu hrabat z Vrtby. Do státních služeb vstoupil v roce 1818, začínal jako konceptní praktikant u krajského úřadu v Hradci Králové, v roce 1822 získal titul c. k. komořího. V letech 1826–1838 byl krajským komisařem v Čáslavském a Budějovickém kraji. V roce 1838 byl jmenován radou českého zemského gubernia a v letech 1840–1849 zastával funkci hejtmana Prácheňského kraje se sídlem v Písku. Po reorganizaci státní správy v roce 1849 byl prvním krajským prezidentem v Českých Budějovicích (1849–1861). V roce 1861 odešel do výslužby.
Za zásluhy byl nositelem Řádu železné koruny II. třídy (1853), díky dlouholeté službě v Čechách obdržel čestné občanství v Čáslavi, Kutné Hoře, Písku a Českých Budějovicích. Zastával také čestné funkce v charitativních organizacích, byl protektorem Zaopatřovacího ústavu pro malé děti v Písku a čestným členem Ústavu pro dospělé slepé v Čechách.
V roce 1855 se v Českých Budějovicích oženil s Rosou, rozenou Tuskanyovou, vdovou po Karlu Kroupovi (1796–1853), okresním hejtmanovi ve Strakonicích. Manželství zůstalo bezdětné.
Z jeho sourozenců vynikl mladší bratr Alois Josef Schrenk (1802–1849), v letech 1838–1849 pražský arcibiskup. Další bratr Ignác (1800–1876) byl c. k. komořím a působil jako úředník dvorské komory ve Vídni. Ignácova dcera Johanna (*1840) byla manželkou Felixe Pina z Friedenthalu (1825–1906), pozdějšího rakouského ministra obchodu.